# Don't look back!
《Don't look back!》是日本女子偶像團體NMB48的第11張單曲唱片，於2015年3月31日由吉本R&C以「laugh out loud! records」的品牌發行。由於這張單曲的發行日期正好與姊妹團體SKE48的第17張單曲《風情萬種塞車中》的發行日期撞期，是一向都會將自家作品發行日錯開的AKB48集團首次發生的情況，而受到歌迷與媒體一些討論與關注。另外，有別於上一張單曲《真不像我》（らしくない）採用次世代成員，矢倉楓子及白間美瑠擔任center（中央成員）的作法，此張單曲以山田菜菜作為center。山田菜菜是首次單獨成為A面曲center。

## 簡介
《Don't look back!》是NMB48繼第10張單曲《真不像我》（らしくない）發行後，間格約5個月發行的單曲。與前作同樣，採一張單曲多版本發行的方式上市，包括通常盤Type-A、通常盤Type-B與通常盤Type-C三個普通版本，限定盤Type-A、限定盤Type-B與限定盤Type-C三個限定版本，與限量銷售的劇場版共7種型式，其中。三個普通版及限定盤的主打A面曲與第一B面曲曲目相同，主要的差異在第二B面曲與DVD中的收錄影片之不同，至於劇場版則是只有在單曲發行初期限時限量發行。其中各Type的B面曲，分別是由组合一期生演唱的《畢業旅行》，小分队“難波鉄砲隊其之六”演唱的《尼采前辈》，Team N的《戀愛欺騙者》，Team M的《內心，叫喊》，Team BII的《Romantic Snow》，以及山田菜菜的獨唱歌曲《大家，最喜歡了》
此曲於2015年2月13日所直播的音乐节目Music Station中首次於電視上披露。
《Don't look back!》的選拔成員共23人，是NMB48所有歌曲中選拔人數最多。於4月畢業的山田菜菜是自第2張單曲《Oh My God!》（オーマイガー！）以來再次擔任Center，是首次亦是最後一次單獨擔任A面曲的中心位置。初選拔共有3人，分別是太田夢莉，須藤凜凜花及日下木之實。

### 姊妹團體單曲同日發行
新單曲的發行日期，最早是在2015年1月21日至25日舉辦的帶狀演唱會「AKB重溫時間 最佳曲目1035 2015」（AKB48 Request Hour Setlist Best1035 2015）之第三天日程（1月23日）中發表。在訊息發表中提及當時還沒有公佈曲名的姊妹團體《SKE48》的新曲將會在3月31日與NMB48的新單曲同日發行，引起台上的成員與台下的聽眾們一片嘩然。雖然幕後的製作營運單位官方的說法是負責發行的兩家唱片公司，因為各自有非得在三月發行新作的時程考量，在無法協調錯開發行日的情況下只好選擇同日上架，並非蓄意進行對抗，但因為這是AKB48集團有史以來第一次遇到姊妹團體的作品發行日撞期的情況，因此很難讓人不去作類似的聯想。
配合這少見的撞期情況，包括《AKBINGO!》、《有吉AKB共和國》在內的幾個AKB48集團之冠名電視節目，都不約而同地推出由SKE48與NMB48同台演出的對抗節目企畫；另外，由於SKE48與NMB48分別擁有連續12張與連續6張單曲唱片銷售週榜冠軍的頭銜，因此同日發行勢必會中斷其中一個團體的連霸紀錄。
除此之外，也因為發行日撞期的情況，有3位同時擁有SKE48與NMB48成員身份、原本固定會入選單曲選拔的高知名度兼任成員，在此次的新作中完全沒有參與兼任團體的主打單曲與作為B面曲的各隊隊曲之錄製，其中NMB48的山田菜菜與渡邊美優紀則入選NMB48單曲《Don't look back》的單曲選拔，但卻在SKE48的單曲與Team KII隊曲《今夜Join us!》（今夜はJoin us!）及Team S隊曲《DIRTY》中缺席，SKE48的高柳明音入選了《風情萬種塞車中》的選拔，但並未參與NMB48的主打單曲與Team BII隊曲《浪漫的雪》（ロマンティックスノー）的錄製；。相較之下，由AKB48與HKT48等其他姊妹團體前來SKE48與NMB48兼任的成員，則照常參與主打單曲與隊曲的錄製，未受影響。

## 單曲收錄

### 通常盤Type-A
通常盤Type-A的唱片封面是由9名Team N單曲選拔成員加上山田菜菜共同拍攝，名單包括太田夢莉、柏木由紀、加藤夕夏、小谷里歩、上西恵、須藤凜凜花、西村愛華、山本彩、吉田朱里、山田菜菜。封底則是全體Team N成員所拍攝。
CD
1. 《Don't look back!》（曲長4分22秒）
2. 《畢業旅行》（卒業旅行）（曲長4分49秒）
3. 《戀愛欺騙者》（恋愛ペテン師，Team N演唱曲）（曲長4分27秒）
4. 《Don't look back!》 off vocal ver.
5. 《畢業旅行》 off vocal ver.
6. 《戀愛欺騙者》 off vocal ver.

DVD
1. 《Don't look back!》Music Video
2. 《Don't look back!》Music Video（Dance Ver.）
3. 《戀愛欺騙者》Music Video
4. 《青春的單圈時間》 Music Video

初回發行限量特典
1. Team N 成員生寫一張(共21款)
2. 活動參加券

### 通常盤Type-B
通常盤Type-B的唱片封面是由7名Team M單曲選拔成員共同拍攝，名單包括久代梨奈、白間美瑠、谷川愛梨、藤江麗奈、村瀬紗英、矢倉楓子、山田菜菜。封底則是全體Team M成員所拍攝。
CD
1. 《Don't look back!》
2. 《畢業旅行》
3. 《內心，叫喊》（ハート、叫ぶ。，Team M演唱曲）（曲長3分52秒）
4. 《大家，最喜歡了》（みんな、大好き）（曲長4分49秒） - 山田菜菜
5. 《Don't look back!》 off vocal ver.
6. 《畢業旅行》 off vocal ver.
7. 《內心，叫喊》 off vocal ver.
8. 《大家，最喜歡了》  off vocal ver.

DVD
1. 《Don't look back!》Music Video
2. 《Don't look back!》Music Video（Dance Ver.）
3. 《內心，叫喊》Music Video
4. 《朋友》 Live Music Video

初回發行限量特典
1. Team M 成員生寫一張(共22款)
2. 活動參加券

### 通常盤Type-C
通常盤Type-C的唱片封面是由7名Team BII單曲選拔成員加上山田菜菜共同拍攝，名單包括山田菜菜、市川美織、梅田彩佳、門脇佳奈子、日下木之實、澀谷凪咲、藪下柊、渡邊美優紀、山田菜菜。封底則是全體Team BII成員所拍攝。
CD
1. 《Don't look back!》
2. 《畢業旅行》
3. 《Romantic Snow》（ロマンティックスノー，Team BII演唱曲）（曲長4分18秒）
4. 《Don't look back!》 off vocal ver.
5. 《畢業旅行》 off vocal ver.
6. 《Romantic Snow》 off vocal ver.

DVD
1. 《Don't look back!》Music Video
2. 《Don't look back!》Music Video（Dance Ver.）
3. 《Romantic Snow》Music Video
4. 特典映像 NMB48 feat.吉本新喜劇 Vol.11

初回發行限量特典
1. Team BII 成員生寫一張(共19款)
2. 活動參加券

### 限定盤Type-A
限定盤Type-A的唱片封面是由4名Team N單曲選拔成員加上山田菜菜共同拍攝，名單包括太田夢莉、柏木由紀、須藤凜凜花、山本彩、山田菜菜。
CD
1. 《Don't look back!》
2. 《尼采前辈》（ニーチェ先輩，難波鐵砲隊其之六演唱曲）（曲長4分12秒）
3. 《戀愛欺騙者》（Team N演唱曲）
4. 《Don't look back!》 off vocal ver.
5. 《尼采前辈》 off vocal ver.
6. 《戀愛欺騙者》 off vocal ver.

DVD
1. NMB48 4th Anniversary Live @グランキューブ大阪メインホール Day 1（2014年10月14日）

初回發行限量特典
1. Team N 成員生寫一張(共21款)
2. 活動參加券

### 限定盤Type-B
限定盤Type-B的唱片封面是由4名Team M單曲選拔成員共同拍攝，名單包括白間美瑠、藤江麗奈、矢倉楓子、山田菜菜。
CD
1. 《Don't look back!》
2. 《尼采前辈》（難波鐵砲隊其之六演唱曲）
3. 《內心，叫喊》（Team M演唱曲）
4. 《大家，最喜歡了》 - 山田菜菜
5. 《Don't look back!》 off vocal ver.
6. 《尼采前辈》 off vocal ver.
7. 《內心，叫喊》 off vocal ver.
8. 《大家，最喜歡了》 off vocal ver.

DVD
1. NMB48 4th Anniversary Live @グランキューブ大阪メインホール Day 2（2014年10月15日）

初回發行限量特典
1. Team M 成員生寫一張(共22款)
2. 活動參加券

### 限定盤Type-C
限定盤Type-C的唱片封面是由3名Team BII單曲選拔成員加上山田菜菜共同拍攝，名單包括澀谷凪咲、藪下柊、渡邊美優紀、山田菜菜。
CD
1. 《Don't look back!》
2. 《尼采前辈》（難波鐵砲隊其之六演唱曲）
3. 《Romantic Snow》（Team BII演唱曲）
4. 《Don't look back!》 off vocal ver.
5. 《尼采前辈》 off vocal ver.
6. 《Romantic Snow》 off vocal ver.

DVD
1. NMB48 4th Anniversary Live @グランキューブ大阪メインホール Day 3（2014年10月16日）

初回發行限量特典
1. Team BII 成員生寫一張(共19款)
2. 活動參加券

### 劇場盤
劇場盤的唱片封面是由三位NMB48主力王牌成員所拍攝，包括山本彩、渡邊美優紀、山田菜菜。而封底則是山田菜菜的獨照。
CD
1. 《Don't look back!》
2. 《畢業旅行》
3. 《尼采前辈》（難波鐵砲隊其之六演唱曲）
4. 《Don't look back!》 off vocal ver.
5. 《畢業旅行》 off vocal ver.
6. 《尼采前辈》 off vocal ver.

初回發行限量特典
1. 劇場盤個別握手會参加券一張

## 歌曲與選拔成員
以下所提及的成員所屬分隊都是以單曲唱片發行的時間為準。

### Don't look back!
主打A面曲《Don't look back!》是一首由製作人秋元康作詞、Carlos K.作曲、武藤星児编曲。此曲風格激昂，PV前半部分以黑白色調為主，後半才加上色彩。擔任此曲的中心位置是將於4月3日畢業的山田菜菜，站於兩旁的均是NMB48的王牌成員，山本彩及渡邊美優紀。參與此曲錄音與MV拍攝的選拔組成員包括了：
- Team N：太田夢莉、柏木由紀、加藤夕夏、小谷里歩、上西惠、吉田朱里、須藤凜凜花（須藤凜々花）、西村愛華、山本彩
- Team M：久代梨奈、谷川愛梨、村瀬紗英、白間美瑠、藤江麗奈（藤江れいな）、矢倉楓子、山田菜菜（山田菜々）
- Team BII：市川美織、梅田彩佳、門脇佳奈子、日下木之實（日下このみ）、 澀谷凪咲、藪下柊、渡邊美優紀

在所有選拔成員之中，太田夢莉、須藤凜凜花、日下木之實三人是第一次參與A面曲的演唱。

### 畢業旅行
- Team N：岸野里香、小谷里歩、上西恵、山岸奈津美、山口夕輝、山本彩、吉田朱里
- Team M：沖田彩華、川上礼奈、木下百花、近藤里奈、白間美瑠、山田菜菜
- Team BII：門脇佳奈子、木下春奈、渡邊美優紀

演唱成員均是在籍的一期生。

### 戀愛欺騙者
「Team N」名義
（Center：山本彩）
- Team N：明石奈津子、石田優美、太田夢莉、柏木由紀、加藤夕夏、岸野里香、河野早紀、古賀成美、小谷里歩、城恵理子、上西恵、須藤凜凜花、西澤瑠莉奈、西村愛華、村重杏奈、室加奈子、山尾梨奈、山岸奈津美、山口夕輝、山本彩、吉田朱里

明石、石田、城、西澤、山尾是於2月昇格後首次參與。

### 內心，叫喊
「Team M」名義
（Center：矢倉楓子、白間美瑠）
- Team M：東由樹、石塚朱莉、沖田彩華、川上礼奈、木下百花、久代梨奈、近藤里奈、白間美瑠、高野祐衣、武井紗良、谷川愛梨、藤江麗奈、三浦亞莉沙、三田麻央、村上文香、村瀨紗英、鹈野瑞希（鵜野みずき）、中野麗来、松村芽久未、森田彩花、矢倉楓子、山田菜菜

鵜野、中野、松村、森田是於2月昇格後首次參與。

### 大家，最喜歡了
- Team M：山田菜菜

是NMB48成員中，繼山本彩、渡邊美優紀後第三位擁有獨唱歌曲的成員。

### Romantic Snow
「Team BII」名義
（Center:渡邊美優紀）
- Team BII：井尻晏菜、磯佳奈江、市川美織、植田碧麗、梅田彩佳、門脇佳奈子、上枝惠美加、川上千尋、木下春奈、日下木之實、黑川葉月、澀谷凪咲、内木志、林萌萌香、薮下柊、大段舞依、照井穂乃佳、松岡知穂、渡邊美優紀

大段、照井、松岡是於2月昇格後首次參與。

### 尼采前辈
「難波鐵砲隊其之六」名義
（Center:須藤凜凜花）
- Team N：明石奈津子、城恵理子、須藤凜凜花、山尾梨奈
- Team M：中野麗来
- Team BII：植田碧麗 、川上千尋、木下春奈